# Nea Smirni
Nea Smirni o Nea Smyrni (en griego Νέα Σμύρνη, «Nueva Esmirna») es un municipio del sur del área metropolitana de Atenas (Grecia). 

## Situación geográfica
Néa Smírni se encuentra a unos 5 km del centro de Atenas, al suroeste de la avenida Kifissiás, al oeste de la avenida Vouliagménis, a unos 6 km al este de El Pireo y al noroeste de la avenida Poseidónos.
El distrito está compuesto principalmente por zonas residenciales con áreas de comercios, particularmente en la avenida Syngroú. Sus dos calles principales se han vinculado desde 1995 a los intercambios y las carreteras que conectan con la calle Hymittós y la avenida Syngroú hacia el norte, en dirección al área industrial de Atenas.
Localidades limítrofes
|                  | Norte: Atenas, Dafni |                       |
| Oeste: Kallithéa |                      | Este: Ágios Dimítrios |
|                  | Sur: Palaío Fáliro   |                       |

## Historia
Hasta principios del siglo XX el área de Nea Smirni estaba ocupada principalmente por tierras de cultivo, bosques y pastos. Tras el holocausto de Asia Menor de 1922, un gran número de refugiados provenientes de Esmirna (Izmir en turco) se instalaron en esta zona, que denominaron «Nueva Esmirna» (Νέα Σμύρνη). No sólo se trasladaron las personas, sino que también varias agrupaciones, entre ellas el equipo de fútbol Paniónios.

## Población
Es uno de los pocos municipios del área metropolitana de Atenas cuya población sigue creciendo. Es también el cuarto municipio más densamente poblado de Grecia, tras Neápoli, Kallithéa y Ampelokípoi.
| 1928 | 1933  | 1940   | 1951   | 1961   | 1971   | 1981   | 1991   | 2001   |
| ---- | ----- | ------ | ------ | ------ | ------ | ------ | ------ | ------ |
| 210  | 6.500 | 15.000 | 22.074 | 32.865 | 42.512 | 67.408 | 69.749 | 73.986 |

## Patrimonio
- Plaza de Nea Smirni (Πλατεία Νέας Σμύρνης)
- Estado de Nea Smirni (Γήπεδο της Νέας Σμύρνης): construido en 1939 y reformado en 1988, es la sede del Paniónios FC.
- Estía (Εστία)

## Deportes
- Paniónios FC:  juega en la Súper Liga de Grecia.
- Paniónios BC:  juega en la División A1.